# Llista de townlands del Comtat de Louth
Aquesta és una Llista de townlands del comtat de Louth. Hi ha aproximadament 676 townlands al comtat de Louth a la República d'Irlanda.
Els noms duplicats es produeixen quan hi ha més d'un townland amb el mateix nom al comtat. Els noms marcats en negreta són les ciutats i pobles, i la paraula town apareix per a les entrades de la columna acres.

## A
- Acarreagh
- Aclint
- Adamstown
- Aghaboys
- Aghameen
- Aghnaskeagh
- Allardstown
- Allardstown
- Almondtown
- Anaglog
- Anaverna (o Ravensdale Park)
- Annagassan
- Annagh
- Annagh Boltons
- Annagh McCann's
- Annaghanmoney
- Annaghminnan
- Annaghvacky
- Annaloughan
- Annies
- Ardagh
- Ardaghy
- Ardballan
- Ardbolies
- Ardee
- Ardee
- Ardlaraghan
- Ardpatrick
- Ardtully Beg
- Ardtully More
- Arthurstown
- Arthurstown Little
- Artnalevery
- Artoney
- Ash Big
- Ash Little
- Athclare

## B
| Contingut: |  | Top A B C D E F G H I J K L M N O P Q R S T U V W X Y Z |

- Babeswood
- Baggotstown
- Bailyland
- Bailypark
- Balfeddock
- Balgatheran
- Ballabony
- Ballagan
- Ballaverty
- Ballinclare
- Ballinfuil
- Ballinlough
- Ballinloughan
- Ballinreask
- Ballinteskin
- Ballinurd
- Ballsgrove
- Ballug
- Ballybailie
- Ballybarrack
- Ballybinaby
- Ballydonnell
- Ballygoly
- Ballygowan
- Ballymageragh
- Ballymaglane
- Ballymakellett
- Ballymakenny
- Ballymascanlan
- Ballynagassan
- Ballynagrena
- Ballynahattin
- Ballynamaghery
- Ballynamony, Bradshaw
- Ballynamony, Murphy
- Ballyonan
- Ballyoran
- Ballyregan
- Ballytrasna
- Ballytrasna
- Balregan
- Balriggan
- Balrobin
- Baltrasna
- Baltray
- Baltray
- Bankerstown
- Banktown
- Barabona
- Barmeath
- Barnaveddoge
- Barronstown
- Battsland
- Bavan
- Bawn
- Bawntaaffe
- Beaulieu
- Begrath
- Bellcotton
- Bellurgan
- Bellurgan
- Belpatrick
- Beltichburne
- Benagh
- Betaghstown
- Bigsland
- Black Rock
- Blackhall
- Blackstick
- Blakestown
- Bogtown
- Boharnamoe
- Bolies
- Boycetown
- Braganstown
- Braghan
- Briarhill
- Brittas
- Broadlough
- Broughattin
- Brownstown
- Burren

## C
| Contingut: |  | Top A B C D E F G H I J K L M N O P Q R S T U V W X Y Z |

- Calga
- Callystown
- Cambrickville
- Cangy
- Canonstown
- Cappocksgreen
- Cappoge
- Cardistown
- Carlingford
- Carlingford, Liberties of
- Carn Beg
- Carn More
- Carnalughoge
- Carnanbregagh
- Carnroe
- Carntown
- Carntown
- Carracloghan
- Carrans and Tates Park
- Carrickacreagh
- Carrickadooan
- Carrickallan
- Carrickalust
- Carrickastuck
- Carrickavallan
- Carrickbaggot
- Carrickcarnan
- Carrickedmond
- Carrickleagh
- Carrickmullan
- Carricknashanagh
- Carrickrobin
- Carstown
- Carstown
- Cartanstown
- Castlebellingham
- Castlebellingham
- Castlecarragh
- Castlelumny
- Castlering
- Castletate
- Castletown
- Castletown
- Castletowncooley
- Cavan
- Cavan
- Cavananore
- Cavanrobert
- Chanonrock
- Charlestown
- Charleville
- Christianstown
- Churchtown
- Claretrock
- Cliven
- Cloghanmoyle
- Clogher
- Clogher
- Cloghlea
- Clonaleenaghan
- Clonkeehan
- Clonmore
- Cluide
- Cluide
- Collon
- Collon
- Commons
- Commons
- Commons
- Commons
- Coneyburrow
- Cookspark
- Cookstown
- Coolcreedan
- Coole
- Coolfore
- Coolrath
- Corbollis
- Corcreeghagh
- Corderry
- Cordoogan
- Corlisbane
- Cornamucklagh
- Corradoran
- Corrakit
- Corstown
- Corstown
- Corstown
- Cortial
- Cotlerstown
- Courtbane
- Crossabeagh
- Crowmartin
- Cruisetown
- Crumlin
- Cuillenstown
- Culfore
- Cunnicar
- Curraghbeg
- Curstown

## D
| Contingut: |  | Top A B C D E F G H I J K L M N O P Q R S T U V W X Y Z |

- Dales
- Dardisrath
- Darver
- Dawsonsdemesne
- Deerpark
- Dellin
- Demesne
- Derrycammagh
- Derryfalone
- Dillonstown
- Donaghmore
- Donnellytown
- Doolargy
- Dowdallshill
- Dowdstown
- Draghanstown
- Drakestown
- Dromgoolestown
- Dromin
- Dromin
- Dromiskin
- Dromiskin
- Drumad
- Drumard
- Drumbilla
- Drumcah
- Drumcamill
- Drumcar
- Drumcashel
- Drumgonnelly
- Drumgoolan
- Drumgooter
- Drumgowna
- Drumgur
- Drumin
- Drumin
- Drumleck
- Drumleck
- Drummeenagh
- Drummullagh
- Drumnacarra
- Drumnasillagh
- Drumshallon
- Drumsinnot
- Ducavan
- Duffsfarm
- Dunany
- Dunbin Big
- Dunbin Little
- Dundalk
- Dungooly
- Dunleer
- Dunleer
- Dunmahon
- Durryhole
- Dysart

## E
| Contingut: |  | Top A B C D E F G H I J K L M N O P Q R S T U V W X Y Z |

- Earls Quarter
- Edenagrena
- Edenakill
- Edenaquin
- Edentober
- Edmondstown
- Emlagh
- Essexford

## F
| Contingut: |  | Top A B C D E F G H I J K L M N O P Q R S T U V W X Y Z |

- Fairhill
- Falmore
- Farrandreg
- Faughart Lower
- Faughart Upper
- Feede
- Feraghs
- Fieldstown
- Finvoy
- Funshog

## G
| Contingut: |  | Top A B C D E F G H I J K L M N O P Q R S T U V W X Y Z |

- Gainestown Upper
- Gallagh
- Gallstown
- Galroostown
- Galtrimsland
- Ganderstown
- Garrolagh
- Garrolagh
- Gibstown
- Gilbertstown
- Gilbertstown
- Glack
- Glaspistol
- Glebe
- Glebe
- Glebe
- Glebe
- Glebe
- Glebe Bog
- Glebe East
- Glebe SOuth
- Glebe West
- Glenmore
- Glydefarm
- Gorteen
- Grange
- Grange Irish
- Grange Old
- Grangebellew
- Grattanstown
- Greatwood
- Greenbatter
- Greenlane
- Greenmount
- Greenmount
- Greenore
- Groom
- Gudderstown
- Gunstown

## H
| Contingut: |  | Top A B C D E F G H I J K L M N O P Q R S T U V W X Y Z |

- Hacklin
- Haggardstown
- Halftate
- Hamlinstown
- Hammondstown
- Hammondstown
- Harristown
- Harristown
- Hasley
- Haynestown
- Hill of Rath
- Hitchestown
- Hoarstone
- Hoathstown
- Hunterstown
- Hurlstone

## I
| Contingut: |  | Top A B C D E F G H I J K L M N O P Q R S T U V W X Y Z |

- Irishtown

## J
| Contingut: |  | Top A B C D E F G H I J K L M N O P Q R S T U V W X Y Z |

- Jenkinstown
- Johnstown

## K
| Contingut: |  | Top A B C D E F G H I J K L M N O P Q R S T U V W X Y Z |

- Kane
- Kearneystown
- Keerhan
- Keeverstown
- Kellystown
- Kilbride
- Kilcroney
- Kilcurly
- Kilcurry
- Killaconner
- Killally
- Killally
- Killanny
- Killatery
- Killeen
- Killin
- Killin
- Killincoole
- Killineer
- Killyclessy
- Killycroney
- Kilpatrick
- Kilsaran
- Kilsaran
- Kiltallaght
- Kircock
- Knockaboys
- Knockagh
- Knockaleva
- Knockatavy
- Knockatober
- Knockattin
- Knockcor
- Knockcurlann
- Knockdinnin
- Knocklore
- Knockmore
- Knocknagoran

## L
| Contingut: |  | Top A B C D E F G H I J K L M N O P Q R S T U V W X Y Z |

- Labanstown
- Lacknagreagh
- Lagan
- Lambtown
- Lannat
- Lawlesstown
- Liberties of Carlingford
- Linns
- Liscorry
- Lisdoo
- Lislea
- Lismanus
- Lisnawully
- Lisrenny
- Lisrenny
- Listoke
- Listulk
- Littlegrange
- Littlemill
- Longstones
- Loughanmore
- Loughanmore
- Loughantarve
- Loughtate
- Louth
- Louth Hall
- Louth Hill (o Mellifont Park)
- Lowrath North
- Lowrath South
- Lugbriscan
- Lurganboy
- Lurgangreen
- Lurgankeel

## M
| Contingut: |  | Top A B C D E F G H I J K L M N O P Q R S T U V W X Y Z |

- Maddoxgarden
- Maddoxland
- Maghereagh
- Maine
- Manistown
- Mansfieldstown
- Mansfieldstown
- Mapastown
- Marlay
- Marsh North
- Marsh South
- Marshallrath
- Marshes Lower
- Marshes Upper
- Martinstown
- Mayne
- Meaghsland
- Mell
- Mellifont
- Mellifont Park (o Louth Hill)
- Milestown
- Millgrange
- Millockstown
- Millpark
- Milltown
- Milltown
- Milltown
- Milltown
- Milltown Bog
- Milltown Grange
- Milltown Old
- Mitchelstown
- Monascreebe
- Monasterboice
- Monavallet
- Moneycrockroe
- Moneymore
- Monksland
- Mooremount
- Mooremount
- Mooretown
- Moorland
- Morganstown
- Mosstown North
- Mosstown South
- Mountaintown
- Mountbagnall
- Mountdoyle
- Mounthamilton
- Mountrush
- Muchgrange
- Mucklagh
- Muff
- Mullabane
- Mullabane
- Mullabohy
- Mullacapple
- Mullacloe
- Mullacrew
- Mullacrew
- Mullacurry
- Mulladrillen
- Mullagharlin
- Mullaghattin
- Mullaghattin
- Mullameelan
- Mullamore
- Mullanstown
- Mullatee
- Mullavally
- Mullincross

## N
| Contingut: |  | Top A B C D E F G H I J K L M N O P Q R S T U V W X Y Z |

- Navan
- Newhall
- Newhouse
- Newragh
- Newrath
- Newrath
- Newtown
- Newtown
- Newtown
- Newtown Knockaleva
- Newtown Monasterboice
- Newtownbabe
- Newtownbalregan
- Newtowndarver
- Newtownfane
- Newtownstalaban
- Newtownstalaban
- Nicholastown
- Nicholastown

## O
| Contingut: |  | Top A B C D E F G H I J K L M N O P Q R S T U V W X Y Z |

- Oaktate
- Oberstown

## P
| Contingut: |  | Top A B C D E F G H I J K L M N O P Q R S T U V W X Y Z |

- Paddock
- Painestown
- Painestown
- Palmersland
- Parsonstown
- Paughanstown
- Paughanstown
- Pepperstown
- Petestown
- Philibenstown
- Philipstown
- Philipstown
- Philipstown
- Philipstown
- Piedmont
- Piperstown
- Plaster
- Plaster
- Plunketsland
- Plunketsland
- Point
- Pollbrock
- Port
- Port
- Priest Town
- Primatepark
- Priorland
- Priorstate
- Priorstown
- Priorstown
- Proleek
- Proleek Acres
- Puckstown
- Purcellstown

## R
| Contingut: |  | Top A B C D E F G H I J K L M N O P Q R S T U V W X Y Z |

- Rahanna
- Rampark
- Raskeagh
- Rassan
- Rath
- Rath
- Rath Lower
- Rath, Hill of
- Rathbody
- Rathbrist
- Rathcassan
- Rathcoole
- Rathcor
- Rathcor
- Rathdaniel
- Rathdrumin
- Rathduff
- Rathescar Middle
- Rathescar North
- Rathescar South
- Rathgeenan
- Rathgory
- Rathgory
- Rathiddy
- Rathlust
- Rathmore
- Rathneestin
- Rathneety
- Rathneety
- Rathory
- Rathroal
- Ravanny
- Ravel
- Ravensdale Park (o Anaverna)
- Reaghstown
- Redbog
- Redcow
- Reynoldstown
- Richard Taaffes Holding
- Richardstown
- Richardstown
- Rinkinstown
- Riverstown
- Roche
- Roche
- Rock
- Rockmarshall
- Roestown
- Rogerstown
- Rokeby
- Roodstown
- Rootate
- Rosslough
- Rossmakay
- Roxborough

## S
| Contingut: |  | Top A B C D E F G H I J K L M N O P Q R S T U V W X Y Z |

- Salterstown
- Sandfield
- Scogganstown
- Seecrin
- Shamrockhill
- Shanlis
- Shanmullagh
- Sheelagh
- Sheepgrange
- Sheepwalk
- Shortstone East
- Shortstone West
- Silloge
- Simonstown
- Skeaghmore
- Skibbolmore
- Slieve
- Slieveboy
- Smarmore
- Spellickanee
- Sportsmanshall
- Stabannan
- Stabannan
- Stephenstown
- Stickillin
- Stifyans
- Stirue
- Stirue
- Stonehouse
- Stonetown Lower
- Stonetown Upper
- Stonylane
- Stormanstown
- Stranacarry
- Streamstown
- Stumpa
- Summerhill
- Swinestown

## T
| Contingut: |  | Top A B C D E F G H I J K L M N O P Q R S T U V W X Y Z |

- Tankardsrock
- Tatebane
- Tateetra
- Tates and Carrans Park
- Tatnadarra
- Tattyboys
- Tattynaskeagh (o Thornfield)
- Tawnamore
- Templetown
- Termonfeckin
- Termonfeckin
- Thomastown
- Thomastown
- Thomastown
- Thornfield (o Tattynaskeagh)
- Timullen
- Tinure
- Toberdoney
- Togher
- Toomes
- Toprass
- Townleyhall
- Townparks
- Townparks
- Townrath
- Treagh
- Trean
- Tullagee
- Tullaghomeath
- Tullakeel
- Tully
- Tully
- Tullyallen
- Tullyallen
- Tullyard
- Tullycahan
- Tullydonnell
- Tullydrum
- Tullyeskar
- Tullygowan
- Tullyraine
- Twenties

## V
| Contingut: |  | Top A B C D E F G H I J K L M N O P Q R S T U V W X Y Z |

- Verdonstown

## W
| Contingut: |  | Top A B C D E F G H I J K L M N O P Q R S T U V W X Y Z |

- Wallace's Row
- Walshestown
- Walterstown
- Whitecross
- Whitemill
- Whiterath
- Whiteriver
- Whites Town
- Whitestown
- Williamstown
- Willistown
- Willville
- Windmill
- Windmill
- Woodhouse
- Woodland
- Woodtown
- Wottonstown
- Wyanstown

## Y
| Contingut: |  | Top A B C D E F G H I J K L M N O P Q R S T U V W X Y Z |

- Yellowbatter